# 성주동
성주동(聖住洞)은 대한민국 경상남도 창원시 성산구의 행정동 및 법정동이다.시의 관문이며 창원·안민터널, 지하차도, 고가도로 등 중요한 지리적 위치를 차지한다. 자연마을 형태인 주거지역과 대단위 아파트지역 및 공단으로 구성되어 있으며, 지방유형문화재인 성주사가 위치한 오랜 역사를 지닌 고장이다. 지명은 835년 신라 흥덕왕 10년 때 명명된 성주사에서 이름이 유래된 것으로 추정된다.

## 역사
- 1973년 7월 1일 이전 창원군 상남면
- 1976년 9월 1일 경상남도 창원지구출장소 성주지소
- 1980년 4월 1일 창원시 성주동
- 1990년 5월 1일 창원시 사파동
- 1994년 6월 15일 창원시 사파동 이동민원실 운영
- 1995년 3월 12일 창원시 상남동 설치
- 1997년 7월 14일 대동제 실시(남산동 대로남쪽지역 편입)[2]

## 법정동
- 남산동(南山洞)
- 불모산동(佛母山洞)
- 삼정자동(三丁子洞)
- 성주동(聖住洞)
- 안민동(安民洞)
- 천선동(遷善洞)

## 아파트
| 단지명         | 건설사                        | 시행사                         | 주소                            | 입주        | 비고 |
| -------------- | ----------------------------- | ------------------------------ | ------------------------------- | ----------- | ---- |
| 청솔마을 대동  | ㈜대동주택                    | ㈜대동주택                     | 성산구 안민로101번길 29         | 1999년 6월  |      |
| 한솔마을 대동  | ㈜대동주택                    | 현대정공 창원공장 직장주택조합 | 성산구 안민로 161 (안민동)      | 1999년 5월  |      |
| 서광파크빌     | ㈜서광                        | ㈜서광                         | 성산구 안민안길 50 (천선동)     | 2002년 11월 |      |
| 프리빌리지 1차 | ㈜일신건설산업 ㈜대동종합건설 | ㈜일신건설산업                 | 성산구 대암로 253 (성주동)      | 2003년 10월 |      |
| 유니온빌리지   | ㈜일신건설산업 ㈜한림건설     | ㈜한림건설 ㈜대동              | 성산구 삼정자로 79 (성주동)     | 2005년 10월 |      |
| 한림푸르지오   | 대우건설                      | ㈜한림건설                     | 성산구 외리로34번길 13 (성주동) | 2003년 12월 |      |

## 교육
- 대암초등학교
- 남양초등학교
- 삼정자초등학교
- 안남중학교
- 창원대암고등학교
- 안민중학교